# 42e bataillon de tirailleurs algériens
Le 42e bataillon de tirailleurs algériens est une subdivision de l'armée française jusqu'en 1958.